# Visoki komisar Združenega kraljestva za Novo Zelandijo
Visoki komisar Združenega kraljestva na Novi Zelandiji (angleško High Commissioner to New Zealand) je visoki diplomatski položaj Združenega kraljestva na Novi Zelandiji. 
Od leta 1970 visoki komisar istočasno zaseda še položaj (nerezidenčnega) guvernerja Pintcairna in visokega komisarja za Samoo.

## Seznam visokih guvernerjev
- Sir Harry Batterbee (1939-1945)
- Sir Patrick Duff (1945-1949)
- Sir Roy Price (1949-1953)
- General Sir Geoffry Scoones (1953-1957)
- Sir Howard George Charles Mallaby (1957-1959)
- The Hon. Sir Francis Cumming-Bruce (1959-1963)
- Sir Arthur Norman Galsworthy  (1969-1973)
- Sir David Aubrey Scott (1973-1975)
- Sir Harold Smedley (1976-1980)
- Sir Richard Stratton (1980-1984)
- Terence Daniel O'Leary (1984-1987)
- Robin Byatt (1987-1990)
- David Moss (1990-1994)
- Robert John Alston (1994-1998)
- Martin Williams (1998-2001)
- Richard Fell (2001-2006)[1]
- The Hon. George Fergusson (2006-2010)[2]
- Victoria Treadell (2010)[3]